# Station Hamburg-Heimfeld
Station Hamburg-Heimfeld (Haltepunkt Hamburg-Heimfeld, kort Haltepunkt Heimfeld) is een spoorwegstation in het stadsdeel Heimfeld van de Duitse plaats Hamburg, in de gelijknamige stadstaat. Het station is onderdeel van de S-Bahn van Hamburg en alleen treinen van de S-Bahn kunnen hier stoppen. Het station ligt aan de spoorlijn Hamburg Hauptbahnhof - Hamburg-Neugraben. Het station ligt in een tunnel en telt twee perronsporen aan één eilandperron.

## Treinverbindingen
De volgende S-Bahnlijnen doen station Heimfeld aan:
| Serie | Treinsoort        | Route | Bijzonderheden |
| ----- | ----------------- | --- | -------------- |
|       | S-Bahn (DB Regio) | Pinneberg – Elbgaustraße – Eidelstedt – Altona – Hauptbahnhof – Harburg – Harburg Rathaus – Heimfeld – Neugraben          |                |
|       | S-Bahn (DB Regio) | Elbgaustraße – Eidelstedt – Dammtor – Hauptbahnhof – Harburg – Harburg Rathaus – Heimfeld – Neugraben – Buxtehude – Stade |                |

Hamburg Hauptbahnhof ·
Hamburg-Hammerbrook ·
Hamburg-Veddel · 
Hamburg-Wilhelmsburg ·
Hamburg-Harburg ·
Hamburg-Harburg Rathaus ·
Hamburg-Heimfeld ·
Hamburg-Neuwiedenthal ·
Hamburg-Neugraben